# バカヤロー! 私、怒ってます
『バカヤロー! 私、怒ってます』（バカヤロー! わたし、おこってます）は、1988年の日本映画。森田芳光が総指揮と脚本を務め、オムニバス形式で描く。
のちに続編が複数制作され、シリーズ化した（後述）。

## スタッフ
- 総指揮・脚本：森田芳光
- 製作者：鈴木光
- 監督：渡辺えり子（現・えり）（第一話）、中島哲也（第二話）、原隆仁（第三話）、堤幸彦（第四話）
- プロデューサー：宮島秀司、三沢和子
- 音楽：笹路正徳（第一話）、中尾淳（第二話）、吉良知彦（第三話）、仙波清彦（第四話）
- 音楽プロデューサー：梶原浩史
- 撮影：川上皓市（第一話と第三話）、長田勇市（第二話と第四話）
- 美術：寒竹恒雄（第一話と第三話）、及川一（第二話と第四話）
- 主題歌：『サン・トワ・マ・ミー』（RCサクセション）
- 製作：光和インターナショナル
- 製作協力：メリエス
- 企画協力：ニューズ・コーポレイション

## 内容

### 第一話「食べて何がいけないの?」

#### あらすじ
庶民的な大家族に育った厚木静香（相楽晴子）は、冷徹で神経質な婚約者の沼山和樹（伊原剛志）から食事のマナーや体型について不満を漏らされたため、和樹を喜ばせようと食事を制限する。しかし、世間体を異常に気にする和樹は理想の体型ではないと細かいことを指摘して静香の努力を認めようとはしなかった。両家の食事会の席で静香の溜まっていたストレスが爆発したのがきっかけとなり、互いの家族同士で「バカヤロー!」と言い合うのだった。

#### キャスト
- 厚木静香：相楽晴子
- 沼山和樹：伊原剛志
- 厚木正夫（静香の父）：石橋蓮司
- 厚木千恵子（正夫の後妻）：森下愛子
- 厚木加奈子（静香の妹）：田山真美子
- 厚木道夫（静香の弟）：六浦誠
- 沼山幸造（和樹の父）：草薙幸二郎
- 沼山八重子（和樹の母）：佐々木すみ江

### 第二話「遠くてフラれるなんて」

#### あらすじ
都心で働くOLの軽間佐恵（安田成美）は、都心から離れた一軒家に家族と同居しているため、終電に間に合わせようと恋人・大石守（磯部弘）とのデートも満足にできなかった。妻に先立たれた佐恵の父が事あるごとに干渉するため、都会の生活を満喫する同僚とは違い佐恵の心は沈みがちとなっていった。ある日、ホテルを予約して外泊を決意する佐恵であったが、ホテルのラウンジで守から別れ話を切り出されて別々の部屋で泊まるはめになる。自分の部屋で泥酔した佐恵は、別の女性とベッドを共にした守の部屋へ押しかけ、同じフロアの宿泊客を巻き込んで不満を爆発させるのだった。

#### キャスト
- 軽間佐恵：安田成美
- 大石守：磯部弘
- サオリ：相田寿美緒
- 軽間源吉（佐恵の父）：小坂一也

### 第三話「運転する身になれ!」

#### あらすじ
東京の新人タクシー運転手・益子雅久（大地康雄）は、傍若無人な振る舞いの乗客を毎日相手にしなければならずストレスを抱えていた。ある晩、酔った美人ホステスを自宅アパートまで送り届け、淡い期待を抱くもののホステスの知り合いの男性が突然現れ、気の弱い益子は現金を渡すはめになり名刺だけ貰って逃げ出す始末。再びホステスを乗せようと同じ場所でタクシーを待機させるが別のタクシーに奪われたあげく、以前文句をつけられたカップルを乗せてしまう。カップルの男から、東京都足立区の「綾瀬」へ行くように指示された益子であったが、後席でいちゃつき始めたことに突然激怒し、神奈川県の「綾瀬市」へ連れて行くのだった。

#### キャスト
- 益子雅久：大地康雄
- 村岡徳子（美人ホステス）：斉藤慶子
- 岡本君雄（別会社のタクシーに客として乗り込み、日頃の鬱憤を晴らす同業者）：イッセー尾形
- 佐々木次郎（カップルの男）：布施博
- 宮野信（ホステスの知人男性）：中島陽典
- 林雷造（乗車拒否されたと思い込み、タクシーを走って追いかけ殴る男）：阿藤海
- 大川正（細かい釣り銭がないと知りつつ一万円札を出す乗客）：成田三樹夫

### 第四話「英語がなんだ」

#### あらすじ
ビジネスマンの向坂茂（小林薫）は、シカゴ支社の工場に転勤することになったため日夜英会話の勉強に励むが思うように上達せず、英語を流暢に話す上司（小林稔侍）からバカにされてコンプレックスを抱えていた。シカゴから来日したVIPのレセプション・パーティーの席で、日本女性を抱くことばかり考えているアメリカ人VIPから英語を流暢に話せないのを蔑まれた向坂は、はじめは愛想よくふるまっていたが怒りが限界に達し、口汚い英語で罵倒し始めるのだった。

#### キャスト
- 向坂茂：小林薫
- 向坂奈々子（茂の妻）：室井滋
- 向坂元気（茂の息子）：草野康太
- 高橋登（向坂の上司）：小林稔侍
- コンパニオン・英子：宮田早苗

## 『バカヤロー!』シリーズ

### 概要
森田芳光が総指揮と脚本を務め、オムニバス形式で描く。ストレスが鬱積した各話主人公が最後に「バカヤロー!」と叫び、基本的にハッピーエンドで終わる痛快さが受け、劇場公開作品で4作までシリーズ化された。
シリーズを通してバンダイがスポンサーとなり、光和インターナショナル制作、松竹配給で公開された。
各話の監督・音楽に映画実績のない新人監督・ミュージシャンを起用し、多くはその後各分野で大成している。シリーズ主題歌は、RCサクセションの『サン・トワ・マ・ミー』。

### シリーズ作品

#### 映画
- バカヤロー! 私、怒ってます（1988年）
- バカヤロー!2 幸せになりたい。（1989年）
- バカヤロー!3 へんな奴ら（1990年）
- バカヤロー!4 YOU! お前のことだよ（1991年）

#### オリジナルビデオ
1994年には、バンダイビジュアルから2作のオリジナルビデオが発売されている。2作とも森田による脚本だが、総指揮は担当していない。
- バカヤロー!V エッチで悪いか（監督：岩松了、村上修、篠原哲雄）

第1話「真夜中のブレックファースト」（出演：趙方豪、菊池奈央）、第2話「レッドシューズの女」（出演：一 輝、酒井敏也、佐藤正宏）第3話「天使たちのカタログ」（出演：春木みさよ、斉藤勉、伊藤克信）
- バカヤロー!V2 私、問題です（監督：明石知幸、鈴木元、原隆仁）

第1話「私のバスにはパパがいる」（出演：咲田めぐみ、螢雪次朗、デビット伊東、大島蓉子）、第2話「私の哀しい趣味について」（出演：小木茂光、金井良子、朝岡実嶺）、第3話「食べたい私を食べたいアナタ」（出演：江口尚希、伊藤洋三郎、山口仁、中山忍）

#### テレビドラマ
1999年と2000年には、日本テレビと光和インターナショナルの共同制作で、単発テレビドラマ化された。映画と同様のオムニバス形式であり、主題歌も共通していることから、事実上の新作といえる。ただしドラマ版では、森田芳光は制作に関わっていない。
バカヤロー!1999 ニッポン人の怒り爆裂 ストレス解消3連発（1999年9月26日）
- 小銭がなくて何が悪い!（出演：薬師丸ひろ子、香川照之、近藤芳正、布施博、京本政樹（友情出演）、青木和彦、大方斐紗子、あがりた亜紀、武発史郎 、松本じゅん、東出典子、荻野恵理）
- セクハラでから騒ぎするな!（出演：草彅剛、さとう珠緒、内藤剛志（友情出演）、三浦理恵子、筧利夫、細川直美、甲本雅裕、江口尚、パトリック・ハーラン）
- ユーモアって何だ!?（出演：渡辺謙・野村佑香・余貴美子・金山明夫・桜井聖、塩山義高、牟田将士、森田亜紀、村松克己、テツandトモ、望月太郎）

バカヤロー!2000 ニッポン人の怒りが爆発する!!（2000年3月29日）
- パの字でつまずくなんて（出演：中井貴一、浅田美代子、勝村政信、竹下宏太郎、千原浩史、八嶋智人、真日龍子、おのまさし、永川謙、大森公民、川井勉史、葛岡建一）
- オレは犬か!（出演：ビビアン・スー、河相我聞、細川俊之（声の出演）、鈴木その子、林田河童、児玉頼信）
- 太るのは罪ですか？（出演：大原麗子、斉藤由貴、野村宏伸、濱田マリ、甲本雅裕、柴田林太郎、武発史郎、山崎裕里、石井麻由、北見和浩、成瀬文枝、鈴木ラン）
- 前向きが何だ!（出演：中村雅俊、伊藤蘭、宮川一朗太、ベンガル、石丸謙二郎、モロ師岡、見栄晴、菅原大吉、土屋久美子、浅見れいな、上野潤、東根作寿英、有薗芳記）

#### ボードゲーム
- 抱腹絶倒ゲーム バカヤロー!（1990年、バンダイ）